# Kamardār
Kamardār (persiska: كمردار) är en ort i Iran.   Den ligger i provinsen Semnan, i den norra delen av landet, 400 km öster om huvudstaden Teheran. Kamardār ligger 1 590 meter över havet och antalet invånare är 139.
Terrängen runt Kamardār är kuperad. Runt Kamardār är det mycket glesbefolkat, med 5 invånare per kvadratkilometer. Närmaste större samhälle är Sāyer, 14,5 km sydväst om Kamardār. Omgivningarna runt Kamardār är i huvudsak ett öppet busklandskap.